# Fanon papal

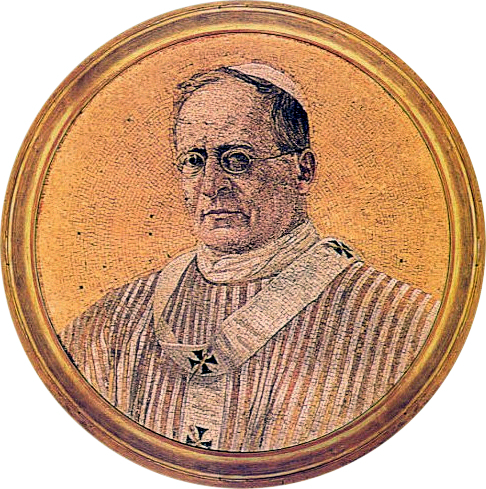
Le pape Pie XI portant le fanon (surchargé du pallium), mosaïque de la basilique Saint-Paul-hors-les-Murs.

Le fanon papal, ou simplement  fanon, de fano en langue franque, qui signifie 
tissu, est un vêtement de cérémonie de la liturgie catholique, utilisé par le pape pendant la messe papale. 
Nota : Les deux bandes de tissu qui pendent de la tiare ou de la mitre sont également appelés fanons.

## Description et usage
Le fanon papal est constitué de deux courtes pèlerines superposées, non échancrées sur le devant et cousues ensemble au col ; celle du dessus, plus petite que celle du dessous, présente une échancrure à l'arrière.
Il est en soie rayée blanc et or doublé d'une fine raie d'amarante, bordé d'un galon d'or et décoré sur le devant d'une croix brodée de même couleur.

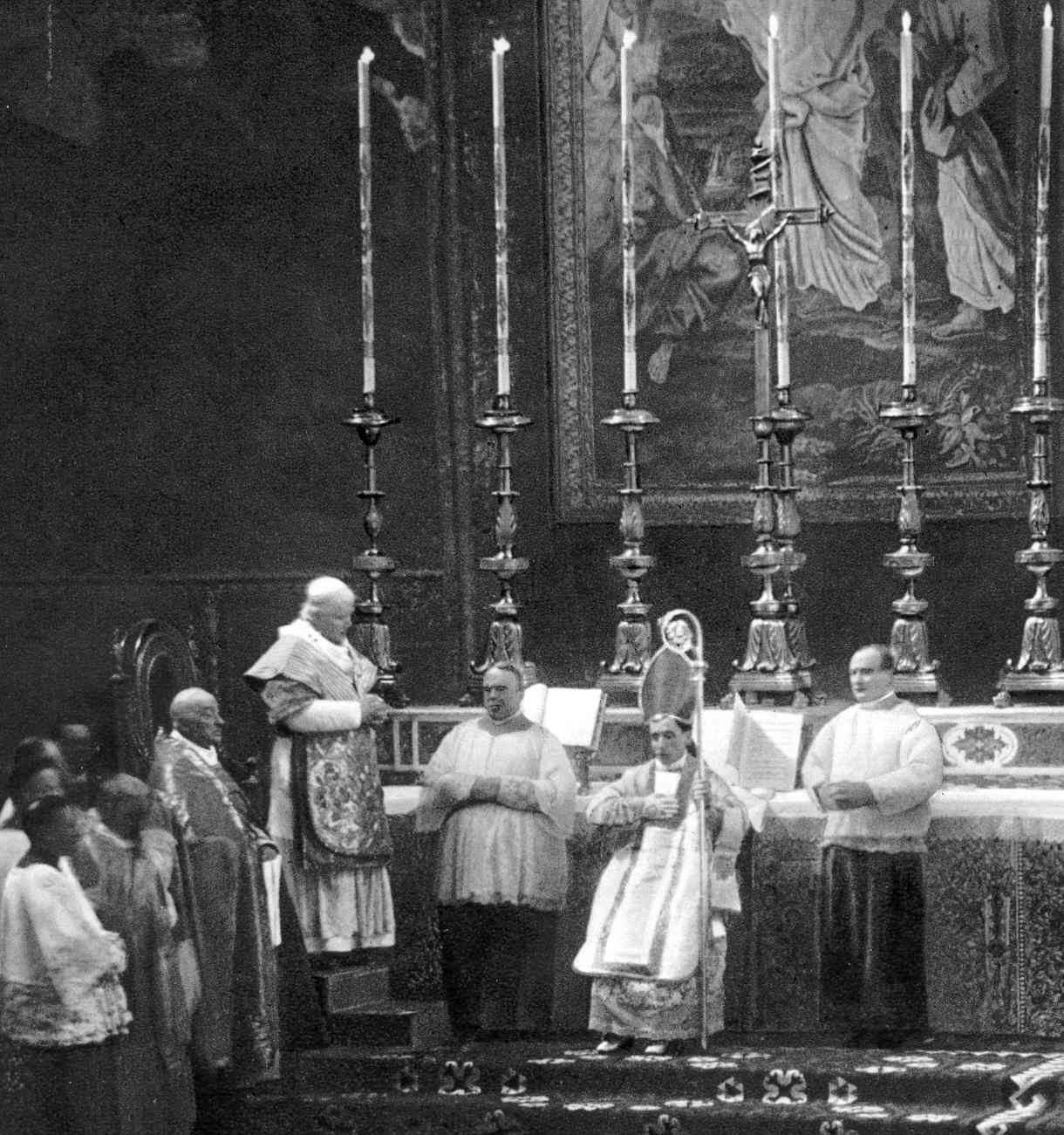
Le pape Pie X (debout, à gauche) porte le fanon lors de la consécration de Mgr Giacomo della Chiesa, futur pape Benoît XV.

Il est porté par le pape avec les habits pontificaux, sur une aube pour la pèlerine de dessous, celle de dessus passant sur le rochet, les tunicelles et la chasuble qu'il portait par-dessus. Le pape le revêt pour célébrer la messe papale, c'est-à-dire seulement quand tous les vêtements de cérémonie propres aux fonctions pontificales sont utilisés.
Le fanon est compliqué à revêtir. La tête doit passer par l'échancrure centrale, à la manière d'une chasuble. Une fois endossée sur l'aube, la pèlerine de dessus doit être relevée sur la tête pendant que le pontife revêt les autres ornements. Il ne peut être rabattu qu'une fois l'habillement terminé. Seul le pallium est disposé sur le fanon.
Bien que son utilisation n'ait jamais été officiellement abrogée, il n'est plus mentionné dans les livres liturgiques révisés à la demande du concile Vatican II. Le pape Jean-Paul II l'a cependant revêtu lors d'une visite à la basilique Sainte-Cécile, à Rome. Son usage a été restauré par le pape Benoît XVI le 21 octobre 2012 à l'occasion du retour partiel au rite traditionnel de canonisation.

## Histoire
Le fanon est mentionné dans le  plus ancien des Ordines romani. On ne peut prouver son utilisation avant le VIIIe siècle. Il était alors appelé  anabolagium . Jusqu’au XIIe siècle, époque où les autres ecclésiastiques romains l'utilisent comme un amict ordinaire, il n'était pas réservé au pape. Il s'est alors appelé oral. Le nom du fanon, du latin ancien fano, dérivé de pannus (vêtement, tissu), est apparu plus tardivement.

## Symbolisme
Le fanon symbolise l'union des Églises d'Orient et d'Occident.
La première pèlerine du fanon étant disposée sous les tunicelles et la chasuble, la seconde étant rabattue sur la chasuble, le fanon exprime également par sa partie cachée la Loi ancienne qui a été abrogée, et la loi nouvelle donnée à l'Église par celle qui reste à
découvert.